# تپه کوچک خیرآباد
تپه کوچک خیرآباد مربوط به سدهٔ ۶ تا ۱۰ ه.ق است و در شهرستان ورامین، روستای خیرآباد واقع شده و این اثر در تاریخ ۱۴ مرداد ۱۳۸۲ با شمارهٔ ثبت ۹۴۹۰ به‌عنوان یکی از آثار ملی ایران به ثبت رسیده است.